# جيل أدبي
الجيل الأدبي أو الجماعة الأدبية هو مجموعة من الكتّاب الذين تربطهم مجموعة من الأيدولوجيات والأساليب الفنية في فترة زمنية محددة – ما يقارب خمسة عشر عاماً عادة-.
يجب أن يتّصف الجيل الأدبي بمجموعة من الصفات حتى يصنف كجيل:
1. التقارب في سنة ميلاد أفراده.
2. الثقافة الفكرية المتشابهة.
3. التعايش الشخصي بين أفراده.
4. حدث جيليّ يدفعهم للاستجابة له؛ مثلاً، في جيل 98، استجابوا جميعهم للحرب الأمريكية الإسبانية.
5. الاستخدام الفريد للغة، متميزين به بشكل واضح عن الجيل السابق.
6. التعصّب تجاه الجيل السابق.

## بعض الأجيال الأدبية
بعض الأجيال الأكثر أهميّة:
- جيل 98: مجموعة من الكتاب، كتّاب المقالات، والشعراء الاسبانيين الذين تأثروا بعمق بالأزمة الأخلاقية، السياسية، والاجتماعية التي استحوذت على إسبانيا نتيجة الهزيمة العسكرية في الحرب الأمريكية الإسبانية وما ترتب عليها من خسائر في بورتوريكو، غوام، كوبا، والفلبين عام 1898.
- جيل 27: مجموعة من الشعراء الإسبانيين في القرن العشرين عُرفوا في المشهد الثقافي الإسباني حوالي عام 1927، ابتداءً من حفل التقدير الذي أُقيم للشاعرلويس دي جونجورا في النادي الثقافي لاشبيلية في تلك السنة بمناسبة الذكرى الثلاثمئة لوفاته، والذي شارك فيه معظم الذين يعتبرون من أفراد الجيل.
- جيل 36: الكتاب، الشعراء، والكتّاب المسرحيون في فترة الحرب الأهلية الإسبانية التي امتدت بين عامي 1936 و1939.
- جيل 38: حاول في أعماله وصف الانحطاط الاجتماعي لتلك الفترة، عُرف في المشهد الثقافي التشيلي في عقد ال1930. حيث كانت حركة فنيّة-أدبية حاولت وصف الانحطاط الاجتماعي لتلك الفترة.
- جيل الخمسينات: كتّابٌ ولدوا حوالي الأعوام 1920، ونشرت أعمالهم حوال الأعوام 1950. يعتبرون «أبناء» الحرب الأهلية الإسبانية كونهم تخطّوها.
- جيل كيندل: يطلق على موجة جديدة من المؤلفين الذين ينشرون أعمالهم رقمياً عن طريق منصّة كيندل للنشر المباشر (Kindle Direct Publishing platform(، وبناءً على ذلك يصنّفون من قبل دور النشر بأنهم واعدون جدد في الأدب.